# Leucaspis knemion
Leucaspis knemion är en insektsart som beskrevs av Hoke 1925. Leucaspis knemion ingår i släktet Leucaspis och familjen pansarsköldlöss. Inga underarter finns listade i Catalogue of Life.